# 生殖器官成形术
生殖器官成形术是针对生殖器官进行的整形手术。生殖器官成形術能够对生殖器官进行重建，从而修复各种不同原因所导致的损伤。例如癌症治療所造成的損傷、先天性疾病所带来的损害，以及由內分泌状态变化引起的损伤。此外，生殖器官成形术也可以仅仅是出于美容性质的外观手术。